# Levonorgestrel
Levonorgestrel är ett syntetiskt ämne vars effekt påminner om könshormonet progesteron. Det ingår som aktivt ämne i läkemedel som p-piller och behandling vid klimakteriebesvär (HRT). Det utövar sin verkan genom att binda till östrogenreceptorer, androgenreceptorer,  3-oxo-5-alfa-steroid 4-dehydrogenas 1 och progesteronreceptorer. Det är troligt att det även binder till kortisolets glukokortikoidreceptorer.
Levonorgestrel binder till receptorer i de kvinnliga könsorganen, bröstkörtlar, hypotalamus och hypofysen, där det verkar genom att signalera att minska GnRH och luteiniserande hormon. Sedan de verkat metaboliseras det i levern och utsöndras med urin och avföring, framför allt som glukuronid. Liksom andra gestagenpreparat verkar det anovulatoriskt (förhindrar ägglossning), och förändrar egenskaper i endometriet. Det används därför i dagen-efter-piller och p-piller.
Det används i läkemedel antingen ensamt eller tillsammans med det syntetiska östrogenet etinylestradiol. Det är det näst vanligaste gestagenet i världen, och anses ha stor progesteron och androgen verkan.
Om det hamnar i miljön, är det möjligt att det är hormonstörande.